# Davao-Region
Davao-Region oder Region XI ist eine Region der Philippinen. Die ihr untergeordneten Provinzen liegen allesamt im Südosten der Insel Mindanao.
Die Davao-Region beinhaltet fünf Provinzen: Davao del Norte, Davao del Sur, Davao de Oro, Davao Occidental und Davao Oriental. Das industrielle, kulturelle und wirtschaftliche Zentrum ist die Stadt Davao City.
Die Region nimmt geographisch die Umgebung fast des gesamten Golfes von Davao ein.
Im Gebiet um den Golf von Davao herum haben sich viele Unternehmen der IT-Branche niedergelassen. Aus diesem Grund hat die Region auch den Spitznamen Silicon Gulf.

## Geographie
Die Region wird begrenzt durch die Provinzen Surigao del Sur und Agusan del Norte im Norden, die Philippinensee im Osten, den Golf von Davao und die Celebessee im Süden, sowie durch die Provinzen Agusan del Sur, Bukidnon, Cotabato und Sultan Kudarat im Westen.
Die Topographie der Region wird auf der einen Seite durch hohe Berge, zumeist vulkanischen Ursprungs, und durch Gebirgszügen charakterisiert, während sich auf der anderen weite Ebenen erstrecken, die uneinheitlich von Plateaus unterbrochen werden und an die sich Gebiete mit Sümpfen und Flachland anschließen.
Im Norden der Region erhebt sich der Diwata-Gebirgszug. Er ist zerklüftet und besitzt verschiedene Berggipfel, die zwischen 900 m und 2500 m über den Meeresspiegel herausragen. Der höchste Berg ist der Mt. Kampalili im südlichen Teil des Bergzuges.
Der Mindanao Central Cordillera, ein weiterer Bergzug, erstreckt sich auf eine Länge von 390 km in Nord-Süd-Richtung zwischen Davao del Sur und dem östlichen Teil von South Cotabato. Der Apo (mit einer Höhe von 2965 m) ist der höchste Berg in Mindanao und befindet sich im südlichen Teil dieses Bergzuges in der Provinz Cotabato.
Entlang der Küsten, insbesondere der Provinz Davao Oriental, finden sich großflächige Mangrovenwälder und ein weites Sumpfland. Etwa 60 % der Fläche der Region ist mit Wald überzogen.
Die Region wird zudem von zahlreichen Flüssen durchzogen. Einer der größten ist der Davao-Fluss.
Die Davao-Region umfasst eine Fläche von insgesamt 20.358 km².

## Demographie und Sprache
In der Region leben knapp 4,9 Mio. Menschen (Stand 2015). Die Bevölkerungsdichte liegt im Durchschnitt bei 320,6 Menschen pro km² (Stand 2010).
Die Mehrheit der Einwohner ist in früheren Zeiten von den Nachbarinseln der Visayas, aus Luzon und Iloilo eingewandert. Daneben gibt es auch Abkömmlinge der Volksgruppen Manobos, Bagobos, Maiisakas, Maguindanon, T’boli, Tirurays und einige wenige Moslems.
Der am häufigsten gesprochene Dialekt ist Cebuano, vertreten sind aber auch Davaoeño, Visaya, Mandayan, Dibabawon, Mansakan und Manobo. Die Sprachen Filipino und Englisch werden in den Schulen gelehrt und sind deshalb in der Region ebenfalls geläufig.

## Wirtschaft

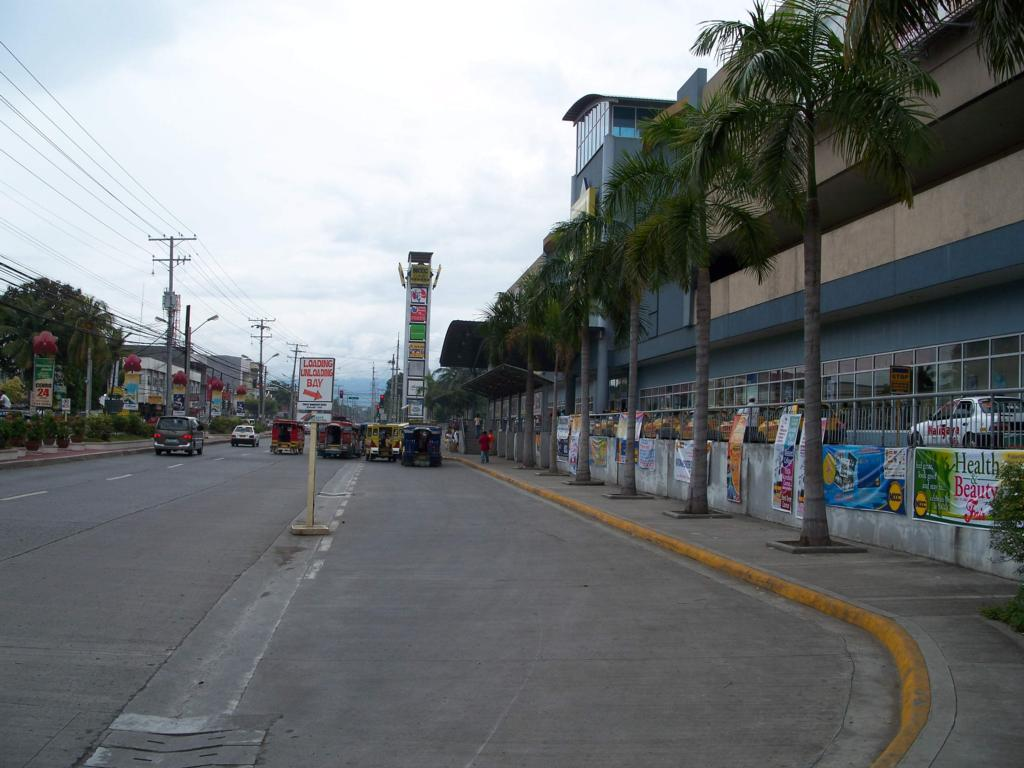
Eine Straße in der Davao-Region

Während die Wirtschaft der Region auf dem Agraranbau basiert, entwickelt sie sich langsam zu einem Zentrum der industriellen Fertigung, des Handels und des Tourismus.
Mit den Agrarprodukten Reis, Weizen, Abacá, Raimi und Kaffee auf der einen Seite und Früchten wie Bananen, Ananas und Durian auf der anderen, ist der Bezirk einer der Hauptagrarproduzenten der Philippinen. Durch seine geographische Position stellt er eine Verbindung zu den Märkten in Malaysia, der Brunei und Indonesien dar.
Der Golf von Davao mit seinen reichhaltigen Fischgründen und Vorkommen an Milchfisch, Thunfisch, Garnelen und Krabben, ist ein wichtiger Einkommensfaktor der Küstenregionen. Fünf der Hauptfischgründe der Philippinen gehören zu den Küsten der Davao-Region. Im Brackwasser der Flussmündungen werden zudem Frischwasserfische wie Katzenwelse und Tilapia gezüchtet und vertrieben.
Zusammen mit den großflächigen Waldgebieten und Ackerflächen besitzen die Provinzen der Region auch ausgiebige Vorkommen an Bodenschätzen wie Kupfer, Silber, Gold, Mangan, Eisen, Nickel und anderen nichtmetallischen Mineralien.

## Verwaltungsgliederung
Die Region gliedert sich in fünf Provinzen und die provinzfreie Stadt Davao City. Insgesamt gehören der Region 43 eigenständige Gemeinden und 5 Provinzstädte (Component Cities) an.
Diese sind wiederum unterteilt in insgesamt 1160 Barangays (Ortsteile).
Die Region besteht aus insgesamt elf Kongress-Distrikten.
| Provinz          | Hauptstadt | Einwohner (2007) | Fläche (km²) | Einwohner pro km² |
| ---------------- | ---------- | ---------------- | ------------ | ----------------- |
| Davao del Norte  | Tagum      | 847.440          | 3.462,82     | 244,7             |
| Davao del Sur    | Digos      | 822.406          | 3.934,01     | 209               |
| Davao de Oro     | Nabunturan | 637.366          | 4.666,93     | 136,6             |
| Davao Occidental | Malita     | *                | *            | *                 |
| Davao Oriental   | Mati City  | 486.104          | 5.164,46     | 94,1              |
| Davao City       | Davao City | 1.363.337        | 2.443,61     | 558               |

* erst 2013 erschaffen

### Städte
| Städte                      | Provinz         | Einwohner (2007) | Fläche (km²) | Einwohner pro km² |
| --------------------------- | --------------- | ---------------- | ------------ | ----------------- |
| Digos                       | Davao del Sur   | 145.514          | 287,1        | 507               |
| Island Garden City of Samal | Davao del Norte | 90.291           | 301,3        | 300               |
| Mati City                   | Davao Oriental  | 122.046          |              |                   |
| Panabo                      | Davao del Norte | 154.329          | 259,74       | 594               |
| Tagum                       | Davao del Norte | 215.967          | 192          | 1.124,8           |

## Hochschulen
- University of Mindanao
- University of Southeastern Philippines

## Geschichte
Als die Spanier das Gebiet von Davao 1528 erstmals besuchten, fanden sie eine Vielzahl an blühenden Gemeinschaften verschiedener ethnische Gruppen vor, wie die Bagobos, die Mandayas, die B'laans und die Manobos. Die Manobos nahmen hauptsächlich das Gebiet des heutigen Davao del Norte ein, während die Bagobo-Gruppen sich im nördlichen Teil des jetzigen Davao del Sur niederließen.
Einige Zeit danach kam der Islam in die Region und die Einheimischen wurden in der Folge von den Spaniern als Moros oder Moore bezeichnet.
Die moderne Geschichte von Davao begann in der Mitte des 19. Jahrhunderts, als die Spanier eine Rebellion der Moros niederschlugen und eine römisch-katholische Siedlung an den strategisch wichtigen Ufern des Davao-Flusses errichteten. Die spanischen Besatzer gewannen durch diese Ansiedlungen Einfluss über den florierenden und lukrativen Warenaustausch in der Region, während sie über viele Teile Mindanaos keine vollständige Kontrolle erlangen konnten.
Die amerikanische Besatzung von Davao begann direkt nach der spanischen Niederlage im Spanisch-Amerikanischen Krieg 1898.
1941, während des Zweiten Weltkrieges, besetzten die japanischen Truppen Davao und richteten hier ein regionales Hauptquartier der imperialen Armee ein. Die Stadt Davao City wie auch die Region war bei ihrer Befreiung durch die amerikanischen Truppen 1945 heftig umkämpft und wurde zu einem großen Teil zerstört.
Am 8. Mai 1967 wurde mit dem Republic Act Nr. 4867, unterzeichnet von Präsident Ferdinand Marcos, die bis dahin große Provinz Davao in die Provinzen Davao del Norte, Davao del Sur und Davao Oriental aufgeteilt.
Am 24. September 1972 wurde durch den Presidential Decree Nr. 1, als Teil des Integralen Reorganisationsplans, die damalige Region XI (Southern Mindanao) eingerichtet, der die bereits genannten Provinzen zuzüglich der Provinzen Cotabato und South Cotabato wie auch die Stadt Davao City beinhaltete. Zu dieser Zeit war Davao de Oro noch ein Teil von Davao del Norte.
Am 7. Juli 1975 wurden Maguindanao, Cotabato und Sultan Kudarat durch den Presidential Decree Nr. 742 aus der Provinz herausgelöst und die Provinz Surigao del Sur der Region angeschlossen.
Mit dem Republic Act Nr. 7225, ratifiziert am 16. März 1992, wurde die Provinz Sarangani von South Cotabato herausgelöst.
Der Republic Act Nr. 7901, unterzeichnet am 3. Februar 1995 von Präsident Fidel Ramos, ordnete die Provinz Surigao del Sur dem neu eingerichteten Bezirk Caraga, der Region XIII, zu. Mit dem gleichen Beschluss trat die Provinz Sultan Kudarat der Region XI bei, verließ ihn jedoch 1997 erneut.
Am 19. September 2001 wurden die Regionen und Provinzen von Mindanao durch Präsidentin Gloria Macapagal-Arroyo mit dem Executive Order Nr. 36 vollständig reorganisiert. Mit diesem Beschluss wurde u. a. politisch der Bezirk SOCCSKSARGEN geformt und diesem die Provinzen South Cotabato und Sarangani zugeteilt. Gleichzeitig erhielt die Region Southern Mindanao durch denselben Beschluss die neue Bezeichnung Davao Region.

## Klima
Die Region XI gehört zu der klimatischen Kategorie 3 und 4, das heißt, es gibt in dem Gebiet keine alljährlich auftretende Trocken- oder Regenzeit.
Regenfälle können hier das ganze Jahr über vorkommen. Die nördlichen Monsunregenfälle lassen jedoch in den Monaten Dezember und Januar die Intensität der Niederschläge steigen. Die durchschnittlichen Regenmengen liegen zwischen 836 mm bis 4.480 mm.
Die Temperaturen pendeln um einen Durchschnittswert von 26 °C. Die Luftfeuchtigkeit variiert zwischen 76 % und 90 %.
Die Region liegt außerhalb des Taifungürtels, wodurch die Provinzen von heftigen Stürmen großteils verschont bleiben.

## Sehenswürdigkeiten
- Das Barcelo Pearl Farm Beach Resort
- Die Insel Samal Island
- Die Tudaya Falls in Davao del Sur
- Die Inseln Olanivan und Balut Island
- Das Philippine Eagle Research und Nature Center in Davao del Sur
- Die 17th Century Caraga Kirche in Davao Oriental
- Die Aliwagwag-Fälle in Davao Oriental
- Die Tagbibinta-Fälle in Davao de Oro
- Die Kumaykay-Fälle in Davao de Oro
- Der Mount Apo Natural Park
- Die Tauchgebiete in dem Pujada Bay Protected Seascape, dem Mabini protected Landscape and Seascape und dem Baganga Bay Protected Landscape and Seascape
- Der Hamiguitan mit den Zwergbaumwald
- Die heißen Quellen im Naturpark Mainit Hotspring Protected Landscape